# John Hogg (biólogo)
John Hogg (Maryport, 1800 - 16 de septiembre de 1869) fue un naturalista, botánico, taxónomo y curador británico, que escribió sobre anfibios, aves, plantas, reptiles, y protistas. Se acreditó la creación de un cuarto reino, acompañando Lapides, Plantae y Animalia, para clasificar la vida. En 1860 nombró el reino  Regnum Primigenium  o  Protoctista . Su razonamiento era simplemente que un reino de 'primeros seres' era necesario ya que se creía que esas entidades han existido con anterioridad a plantas y animales. Hogg intentó justificar sus argumentos para un cuarto reino con Spongilla, una esponja verde de agua dulce, que era un animal conocido por exudar oxígeno en la luz. Sin embargo, la fotosíntesis se demostró más tarde ser el resultado de 'algas' simbióticas.
Tal intento de aplicar el pensamiento no reduccionista de los sistemas de clasificación durante un período de debate biológica hizo a Hogg protagonista dentro del campo de la biología del siglo XIX, junto con Ernst Haeckel y Charles Darwin.
En 1735, dos supergrupos de vida se formalizaron por Carlos Linneo en su monumental Systema Naturae. Todos los organismos se colocaron en los reinos Plantae y Animalia. Linneo añadió un tercer reino del mundo natural en 1766; Lapides o 'piedras'. Estos se consideran similares a las plantas en que estaban, pero ni vida, ni 'sensibles', es decir, no tener 'sentidos'. Se caracterizan además como cuerpo sólido.

## Biografía
Hogg se casó con Ana Louisa Sarah Goldfinch (1864). El matrimonio tuvo un hijo y dos hijas. Murió en 1869 en su casa de Norton House en el condado de Durham.

## Algunas publicaciones
de taxonomía
- "On the distinctions of a plant and an animal and on a fourth kingdom of Nature". The Edinburgh New Philosophical J. (New Series) 12, 1860, p. 216–225 + pl. III.

de ornitología
- Catalogue of birds observed in South-Eastern Durham and in North Western Cleveland: with an appendix, containing the classification and nomenclature of all the species included therein, 1845

- Classification of Birds; and particularly of the genera of European birds, 1846

de botánica
- A Catalogue of Sicilian Plants; with some remarks on the geography, geology, and vegetation of Sicily, 1842

de Porifera
- On the action of light upon the colour of the river sponge, 1840

de Amphibia
- On the Classification of the Amphibia, 1839

## Membresías
- Sociedad Linneana de Londres
- 1866: Sociedad Real de Literatura, y su vicepresidente
- Sociedad Filosófica de Cambridge,
- Royal Geographical Society
- Royal Danish Nordiske oldskriftselskab en Copenhague.
- 1839: miembro de la Royal Society.

## Eponimia
- (Rosaceae) Pyrus hoggii Franch. & Sav.[5]